# Крейг Далрімпл
Крейг Далрімпл (англ. Craig Dalrymple, нар. 30 грудня 1973, Мелтон-Маубрей) — англійський футболіст, та футбольний тренер, який працює у відділі професійного розвитку футболістів клубу «Сіетл Саундерз». Раніше Далрімпл працював у клубах МЛС «Інтер» (Маямі) і «Ванкувер Вайткепс».

## Ігрова кар'єра
Крейг Далрімпл народився у місті Мелтон-Маубрей в Лестерширі. Він розпочинав грати у футбол на позиції півзахисника в академії футбольного клубу «Іпсвіч Таун». Далрімпл провів 6 років у системі клубу «Іпсвіч Таун», однак так і не зіграв за першу команду клубу.
Після свого перебування в Іпсвічі Далрімпл продовжив виступати за низку клубів і навчальних закладів, у тому числі за клуб «Ванкувер 86», попередник клубу «Ванкувер Вайткепс».

## Тренерська кар'єра
Крейг Далрімпл є тренером із повною ліцензією, який має кілька тренерських віднак, зокрема ліцензію Про УЄФА від Англійської футбольної асоціації, сертифікат рівня «A» від УЄФА, Федерації футболу США та Канадської футбольної асоціації. Він також має ліцензію директора академії, видану Англійською футбольною асоціацією, і нещодавно був одним із лише 20 тренерів MLS, які отримали тренерську ліцензію «Elite Formation» від Французької футбольної федерації.
На початку тренерської кар'єри Далрімпл протягом одного року працював тренером молодіжної команди «Портсмута», працюючи з гравцями академії, і 10 років був технічним директором футбольного клубу «Суррей Юнайтед» у Британській Колумбії. У 2007 році він також працював скаутом канадської збірної віком до 20 років.
У травні 2010 року Далрімпл розпочав працювати в команді «Ванкувер Вайткепс», та став головним тренером молодіжної команди клубу в чемпіонаті USL серед молодіжних команд, змінивши тимчасового головного тренера Коліна Міллера. Після цього тренер продовжив роботу вжке в новому клубі «Ванкувер Вайткепс», а в січні 2014 року Далрімпл був підвищений до технічного директора молодіжної команди клубу після роботи на багатьох посадах у клубі MLS, у тому числі головного тренера команд U-15, U-16, U-18, U-23, керівника відділу розвитку гравців, помічника технічного директора та керівника відділу найму. 25 вересня 2018 року Крейг Далрімпл став виконуючим обов'язки головного тренера «Ванкувер Вайткепс», працював на цій посаді до 7 листопада 2018 року, до призначення на посаду головного тренера Марка Дос Сантоса.